# Winfried Wustlich
Winfried Wustlich (* 14. Januar 1942) ist ein deutscher ehemaliger Fußballspieler. Für die BSG Sachsenring Zwickau spielte er 1970 in der DDR-Oberliga, der höchsten Liga im DDR-Fußball.

## Sportliche Laufbahn
Zu Beginn seiner Karriere im höherklassigen Fußball spielte Winfried Wustlich bei der Armeesportgemeinschaft ASG Vorwärts Leipzig. Vom Sommer 1962 bis Ende 1963 spielte er mit der ASG in der zweitklassigen DDR-Liga. Er wurde regelmäßig als Mittelfeldspieler eingesetzt und bestritt 39 der in diesem Zeitraum ausgetragenen 41 Punktspiele.
Zur Saison 1966/67 tauchte Wustlich erneut in der DDR-Liga auf, nun für die Betriebssportgemeinschaft (BSG) Aktivist „Karl Marx“ Zwickau. Dort war er vier Spielzeiten lang Stammspieler, wurde bei 120 Ligaspielen 106-mal aufgeboten und kam auf 16 Tore. Während der Spielzeit 1968/69 wurde die BSG vom Oberligisten Sachsenring Zwickau übernommen und übernahm als Sachsenring II weiter den DDR-Liga-Platz. Am letzten Spieltag der Saison 1969/70 durfte Wustlich erstmals ein Oberligaspiel bestreiten und wurde als Abwehrspieler eingesetzt. In seiner letzten Zwickauer Spielzeit kam Wustlich 1970/71 in den 30 DDR-Liga-Spielen für Sachsenring II nur in 20 Partien zum Einsatz und blieb auch ohne Torerfolg. Er kam aber auch zu zwei weiteren Oberligaeinsätzen, die beide in der Hinrunde stattfanden. Im ersten Spiel war er lediglich für elf Minuten Einwechselspieler, in der zweiten Begegnung spielte er 90 Minuten als Mittelfeldakteur.
Mit Beginn der Saison 1971/72 wechselte Winfried Wustlich zum DDR-Ligisten BSG Motor Werdau. Dort blieb er für drei Spielzeiten, wobei seine erste Saison die erfolgreichste war. Er bestritt alle 20 Ligaspiele, schoss acht Tore und wurde mit der BSG Motor Staffelsieger. Diese hatte sich damit für die Oberliga-Aufstiegsspiele qualifiziert. Wustlich wurde in sechs der acht Begegnungen eingesetzt, die Werdauer verpassten jedoch den Aufstieg. 1972/73 und 1973/74 verpasste Wustlich zwölf der 44 Ligaspiele und kam nur zu einem bzw. zwei Toren. In den drei Spielzeiten wurde er hauptsächlich wieder im Mittelfeld eingesetzt. Für die Saison 1974/75 wurde Wustler zwar von Motor Werdau noch für den DDR-Liga-Kader gemeldet, kam aber nicht mehr zum Einsatz und tauchte auch später nicht mehr im höherklassigen Fußball auf.